# Сквер Кобзаря
Сквер Кобзаря — парк-пам'ятка садово-паркового мистецтва місцевого значення в місті Тернополі.

## Розташування

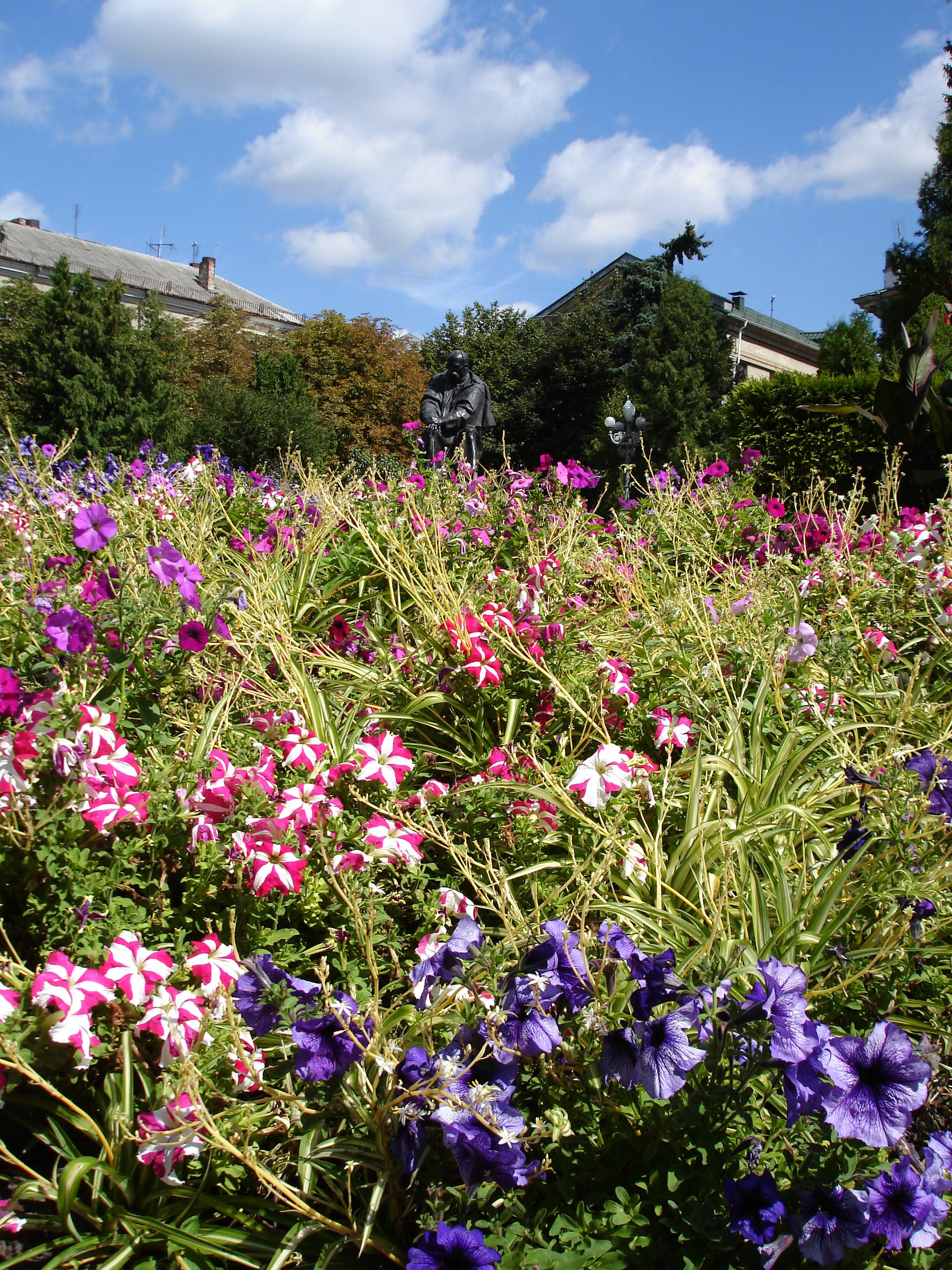
Квітники

Розташований на вулиці Михайла Грушевського на захід від Тернопільського академічного обласного драматичного театру ім. Т. Г. Шевченка.

## Історія
Сквер закладений у ? роках. 
Статус об'єкта природно-заповідного фонду скверу надано рішенням сесії Тернопільської обласної ради № 1942 від 9 квітня 2015.
Перебуває у віданні Відділу технічного нагляду Тернопільської міської ради.

## Характеристика
Площа — 0,32 га.

## Пам'ятник Тарасові Шевченку
У сквері розташований пам'ятник Тарасові Шевченку.

## Алея пам'яті Джона Звожека
У сквері з боку вул. Юліуша Словацького висаджено алею пам'яті волонтера Корпусу  Миру США Джона М. Звожека. 

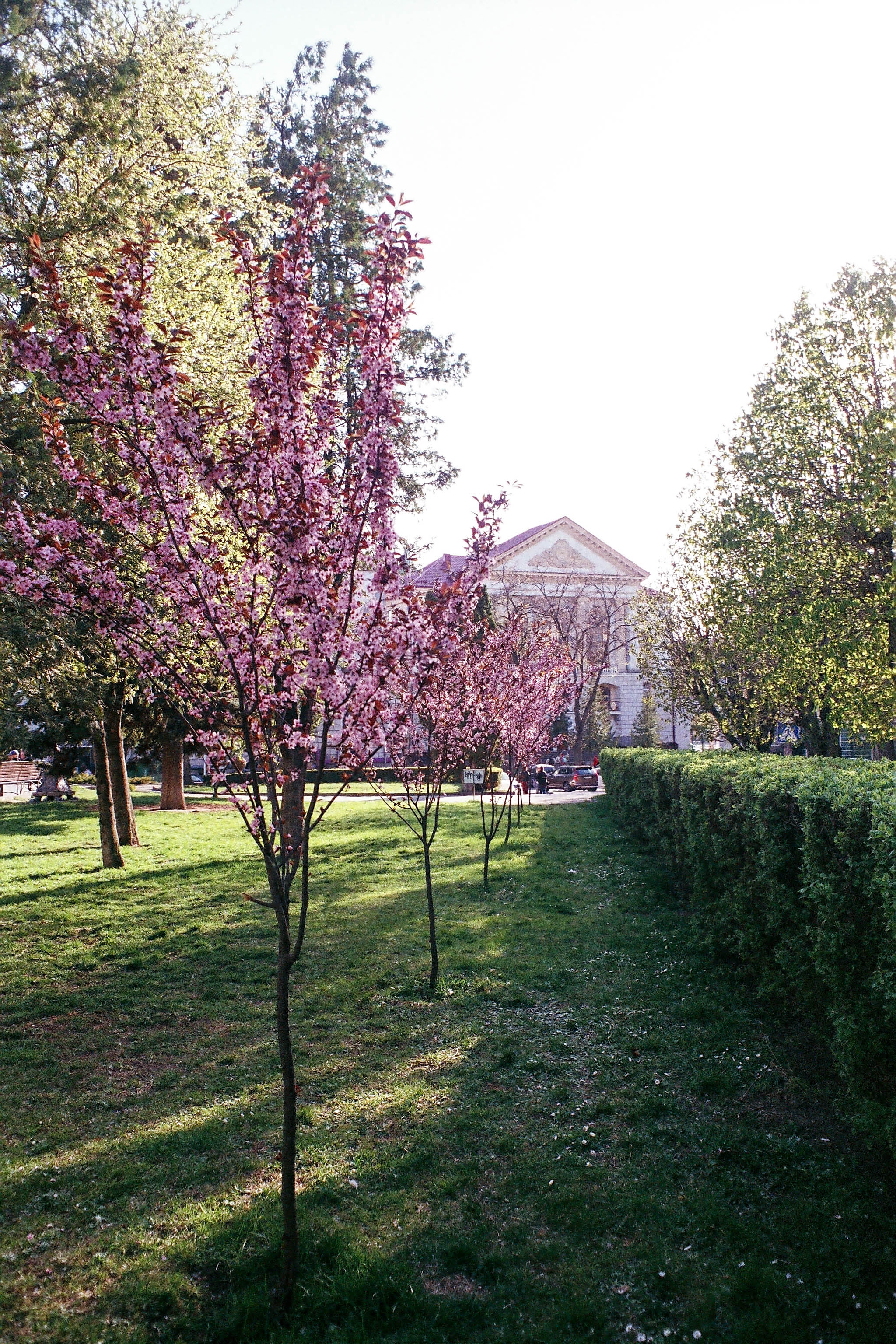
Алея пам'яті Джона Звожека, вигляд з боку входу від вул. Ю. Словацького

Волонтер брав участь у реставрації скверу, зокрема фінансував її власним коштом, й надалі продовжив доглядати за ним. Також він рекомендував висадити червонолисті дерева для контрасту, але тоді не було можливості їх придбати в Україні. Проте задум втілили у 2016 році, через 10 років після смерті Звожека.
З декоративних слив Пісарді сформовано єдину алею, а екзотичні клени Друмонді висаджено у різних частинах скверу.